# 加尔多讷
加尔多讷（法語：Gardonne，法語發音：[ɡaʁdɔn]）是法国多尔多涅省的一个市镇，属于贝尔热拉克区。

## 地理
加尔多讷（44°50'11"N, 0°19'56"E）面积8.26 平方千米，位于法国新阿基坦大区多爾多涅省，该省份为法国西南部内陆省份，是法國本土面积第三大的省，大致对应佩里戈尔地区，北起顺时针与夏朗德省、上维埃纳省、科雷兹省、洛特省、洛特-加龙省、吉倫特省和滨海夏朗德省接壤。
与加尔多讷接壤的市镇（或旧市镇、城区）包括：圣皮埃尔代罗、索西尼亚克、加雅克和鲁亚克、拉蒙齐耶圣马尔坦、圣阿维-圣纳泽尔、拉扎克德索西尼亚克。

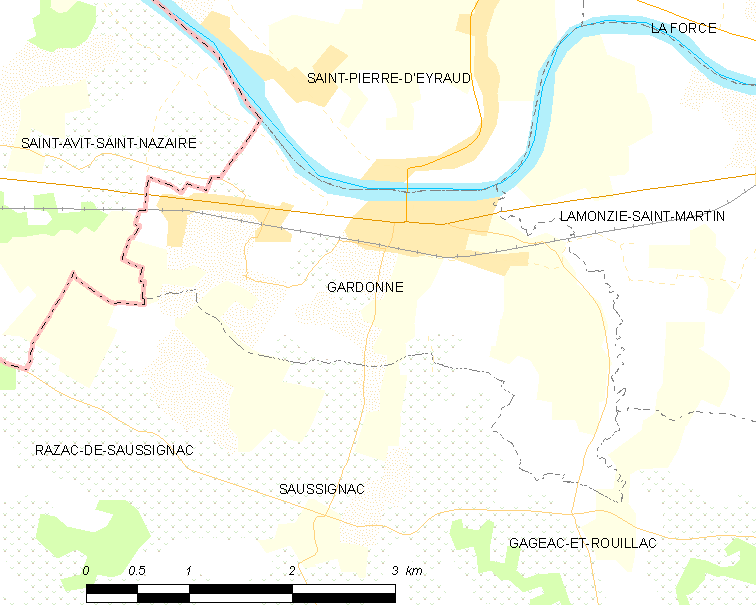
加尔多讷的OSM定位图

加尔多讷的时区为UTC+01:00、UTC+02:00（夏令时）。

## 行政
加尔多讷的邮政编码为24680，INSEE市镇编码为24194。

## 政治
加尔多讷所属的省级选区为拉福尔斯地区县。

## 人口

1962-2008年间加尔多讷人口变化图示

加尔多讷于2022年1月1日时的人口数量为1607人。

## 友好城市
- 上莱茵省 盖马尔